# Kantor Hipolita Cegielskiego
Kantor Hipolita Cegielskiego – dawny budynek biurowo-handlowy fabryki Hipolita Cegielskiego, zlokalizowany w Poznaniu przy ul. Strzeleckiej, na terenie Wielkopolskiego Centrum Onkologii.

## Architektura i historia
Budynek o powierzchni użytkowej 835 m³, wyróżnia się charakterystyczną, czterokondygnacyjną, ośmioboczną wieżą od strony ulicy. Powstał w latach 1869-1870 (fabryka funkcjonowała wcześniej, od 1859) i był czwartą lokalizacją biznesu Cegielskiego, po sklepie w Hotelu Bazar, warsztacie przy ul. Woźnej i fabryce przy ul. Koziej. Projektantem był Stanisław Hebanowski.
W 2006 obiekt poddano gruntownej renowacji. Wewnątrz zachowano m.in. żeliwną klatkę schodową (kręconą) produkcji zakładów Cegielskiego. Budynek był finalistą XI edycji Ogólnopolskiego Konkursu Modernizacja Roku (2006), otrzymał dyplom w kategorii Obiekty zabytkowe oraz nagrodę Ministerstwa Kultury i Dziedzictwa Narodowego za najlepiej wykonaną rewitalizację. Całość włączono (nowy łącznik) w resztę budynków Wielkopolskiego Centrum Onkologii. Sąsiadujący dziedziniec wewnętrzny przykryto szklanym zadaszeniem i umieszczono tam ogród zimowy i strefę rekreacyjną dla pacjentów (odbywają się tu m.in. koncerty).